# Rafael Gordillo
Rafael Gordillo Vázquez, född 24 februari 1957 i Almendralejo, är en spansk före detta fotbollsspelare. Under sin karriär gjorde han 428 matcher i La Liga för Real Betis och Real Madrid. Han var med i det spanska landslag som vann silver i Europamästerskapet i fotboll för herrar 1984.

## Karriär

### Klubblag
Rafael Gordillo kom till Real Betis 1972. Efter några år i ungdomslaget och B-laget gjorde han debut mot Burgos i januari 1977. Samma år vann klubben Copa del Rey.
Efter nio säsonger i klubben, där han bland annat blev utsedd till "Årets spelare i Spanien" 1980, så flyttade Gordillo till Real Madrid där han under sitt första år vann UEFA-cupen. I finalen mot FC Köln gjorde han ett mål i den första matchen då Real Madrid vann med 5-1. Han gjorde även matchens enda mål när Real Madrid vann Copa del Rey-finalen mot Real Valladolid 1989. I Madrid vann han även La Liga fem år i följd; 1986, 1987, 1988, 1989 och 1990.
1992 återvände Gordillo till Betis där han hjälpte klubben att vinna Segunda División och åter ta klivet upp i La Liga. Efter en säsong i Écija så avslutade han karriären 1996.
13 december 2010 blev han framröstad som ny president i Real Betis.

### Landslag
Rafael Gordillo gjorde sin första av 75 landskamper för Spanien 29 mars 1978 i en vänskapsmatch mot Norge. Gordillo var med i två VM-slutspel och tre EM-slutspel, där Spanien vann silver i Europamästerskapet i fotboll för herrar 1984.

#### Internationella mål
| Nr | Datum             | Plats                                    | Motståndare | Mål | Resultat | Tävling                                      |
| -- | ----------------- | ---------------------------------------- | ----------- | --- | -------- | -------------------------------------------- |
| 1. | 15 maj 1983       | Ta' Qali-stadion, Attard, Malta          | Malta       | 2–3 | 2–3      | Kval till EM 1984                            |
| 2. | 25 september 1985 | Benito Villamarín, Sevilla, Spanien      | Island      | 2–1 | 2–1      | Kval till VM 1986                            |
| 3. | 11 juni 1988      | Niedersachsenstadion, Hannover, Tyskland | Danmark     | 1–3 | 2–3      | Europamästerskapet i fotboll för herrar 1984 |

## Meriter

### Klubblag
Real Betis
- Copa del Rey: 1977

Real Madrid
- UEFA-cupen: 1986
- La Liga: 1986, 1987, 1988, 1989, 1990
- Copa del Rey: 1989
- Supercopa de España: 1988, 1989, 1990

### Landslag
Spanien
- EM-silver: 1984

### Individuellt
- Årets spelare i Spanien: 1980